# Atletismo nos Jogos Pan-Americanos de 1971 - Lançamento de disco masculino
A prova do lançamento de disco masculino nos Jogos Pan-Americanos de 1971 foi realizada em Cali, Colômbia.

## Medalhistas
| Ouro                             | Prata                          | Bronze               |
| Dick Drescher USA Estados Unidos | Tim Vollmer USA Estados Unidos | Ain Roost CAN Canadá |

## Resultados
| Posição           | Nome                | Nacionalidade      | Marca | Notas |
| ----------------- | ------------------- | ------------------ | ----- | ----- |
| Medalha de ouro   | Dick Drescher       | USA Estados Unidos | 62.26 |       |
| Medalha de prata  | Tim Vollmer         | USA Estados Unidos | 61.06 |       |
| Medalha de bronze | Ain Roost           | CAN Canadá         | 58.06 |       |
| 4                 | Javier Moreno       | CUB Cuba           | 57.90 |       |
| 5                 | Sergio Thomé        | BRA Brasil         | 54.40 |       |
| 6                 | Dagoberto González  | COL Colômbia       | 51.76 |       |
| 7                 | José Carlos Jacques | BRA Brasil         | 51.16 |       |
| 8                 | Armando Mejía       | NCA Nicarágua      | 45.32 |       |